# 太田暁音
太田 暁音（おおた あかね、1989年3月19日 - ）は、日本の陸上競技選手。

## 経歴
母は1979年に当時高校2年生ながら日本陸上競技選手権大会3000メートル3位の（旧姓）田沢雪江。新潟県立村上桜ヶ丘高等学校を卒業後、新潟アルビレックスランニングクラブに所属。

## 主な成績
- 2006年　日本選手権　1500m　3位
- 2006年　アジアジュニア選手権　1500m　 金メダル

## 自己記録
- 800メートル　　　　　 2分07秒60
- 1500メートル　　　　 4分19秒45
- 3000メートル　　　　 9分16秒76
- 5000メートル　　　　16分02秒77